# Earl of Ypres

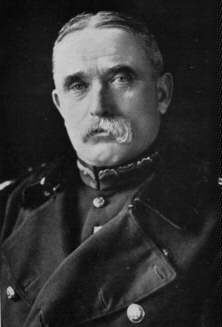
John French, 1. Earl of Ypres

Earl of Ypres war ein erblicher britischer Adelstitel in der Peerage of the United Kingdom.
Der Titel wurde am 5. Juni 1922 an den Feldmarschall Sir John French verliehen. Der Titelname bezieht sich auf die westflämische Stadt Ypern bzw. den umliegenden Ypernbogen, wo French im Ersten Weltkrieg die Erste und Zweite Flandernschlacht kommandiert hatte. Ihm war bereits am 1. Januar 1916, ebenfalls in der Peerage of the United Kingdom, der fortan nachgeordnete Titel Viscount French, of Ypres and of High Lake in the County of Roscommon, verliehen worden.
Mit dem Tod seines Enkels, des dritten Earls, am 4. März 1988 erloschen beide Titel.

## Earls of Ypres (1922)
- John Denton Pinkstone French, 1. Earl of Ypres (1852–1925)
- John Richard Lowndes French, 2. Earl of Ypres (1881–1958)
- John Richard Charles Lambart French, 3. Earl of Ypres (1921–1988)